# Iranocoptosia balachowskyi
Iranocoptosia balachowskyi là một loài bọ cánh cứng trong họ Cerambycidae.